# إيرين يانسن
إيرين يانسن (بالهولندية: Irene Jansen)‏ هي مغنية هولندية، ولدت في 16 يوليو 1983.

## وصلات خارجية
- إيرين يانسن على موقع ميوزك برينز (الإنجليزية)
- إيرين يانسن على موقع أول ميوزيك (الإنجليزية)
- إيرين يانسن على موقع ديسكوغز (الإنجليزية)